# Count Dracula (film 1977)
Count Dracula è un film del 1977 diretto da Philip Saville, adattamento televisivo del romanzo Dracula di Bram Stoker. Fu trasmesso per la prima volta nel Regno Unito il 22 dicembre 1977. È uno tra più fedeli adattamenti del libro originale. Louis Jourdan interpretò il ruolo principale.

## Ambientazioni
Le riprese del film furono fatte nella città di Alnwick nella regione inglese del Northumberland, al Alnwick Castle e a Whitby.

## Caratteristiche
La versione televisiva riesce a superare le potenziali insidie nel libro, come i suoi lunghi intermezzi romantici e la mancanza di un confronto culminante tra Dracula e Van Helsing, e la visione del regista Philip Saville crea la giusta atmosfera in ogni scena, in modo che la presenza del Conte si faccia sentire anche quando non è sullo schermo. L'approccio sensuale/tragico qui funziona: Dracula è elegante, urbano, attraente, e addirittura si allontana con ironia.
Louis Jourdan, il primo attore di madrelingua francese a vestire i panni di Dracula, venne lodato dalla critica per questa sua performance. La rivista americana Photoplay nel 1977 lo citò dicendo:
"Penso che il personaggio di Dracula debba essere medesimato come una persona estremamente gentile che crede veramente che sta facendo del bene. Egli dà la vita eterna."